# Äggtjärnen, Västergötland
Äggtjärnen är en sjö i Härryda kommun i Västergötland och ingår i Göta älvs huvudavrinningsområde.